# Ság Manó
Ság Manó, Spitz (Ivánka, 1852. január 20. – Budapest, 1940. március 17.) ügyvéd és országgyűlési képviselő, gazdasági közíró.

## Élete
Apja földbirtokos volt. Középiskoláinak befejezése után a Pesti Királyi Tudományegyetemen jogot hallgatott. 1874-ben lett ügyvéd és ez idő óta Budapesten folytatott ügyvédi gyakorlatot. Szaktanulmányai mellett állandóan foglalkozott közgazdasági tudományokkal. 1884-től Apponyi Albert gróf híve volt, s vele együtt lépett be 1894-ben a Függetlenségi Pártba. Több ízben fellépett; így 1896-ban Kisbecskereken, 1905-ben Marosludason, de kisebbségben maradt. Az 1906. évi általános választások alkalmával a zsolnai (Trencsénmegye) kerületben választották meg függetlenségi és 48-as programmal. A közgazdasági bizottság tagja volt. Elhunyt 1940. március 17-én Budapesten, 88 éves korában, örök nyugalomra helyezték 1940. március 19-én délután a rákoskeresztúri izraelita temetőben (ma Kozma utcai izraelita temető).
Több cikket írt a bankkérdésről a Budapester Tagblattba; a Magyar Hirlapban Horváth Gyula idejében szintén jelentek meg cikkei; azonfelül sok cikket írt az Ügyvédek Lapjába.